# Santa Lucía Monteverde
Santa Lucía Monteverde är en kommun i Mexiko.   Den ligger i delstaten Oaxaca, i den sydöstra delen av landet, 300 km sydost om huvudstaden Mexico City.
Följande samhällen finns i Santa Lucía Monteverde:
- Santa María Ocotlán
- Agua del Toro
- Yutecoso Cuauhtémoc
- San José el Porvenir
- Colonia Villanueva
- Peña Negra Nopalera
- Fortín de Juárez
- El Progreso Yucubey
- Laguna Verde
- Icayuco
- Cabeza de Río
- Moctezuma
- El Guayabo
- Torralba de Juárez